# Eucomis zambesiaca
Eucomis zambesiaca är en sparrisväxtart som beskrevs av John Gilbert Baker. Eucomis zambesiaca ingår i släktet tofsliljor, och familjen sparrisväxter. Inga underarter finns listade i Catalogue of Life.